# Piața Lubianka

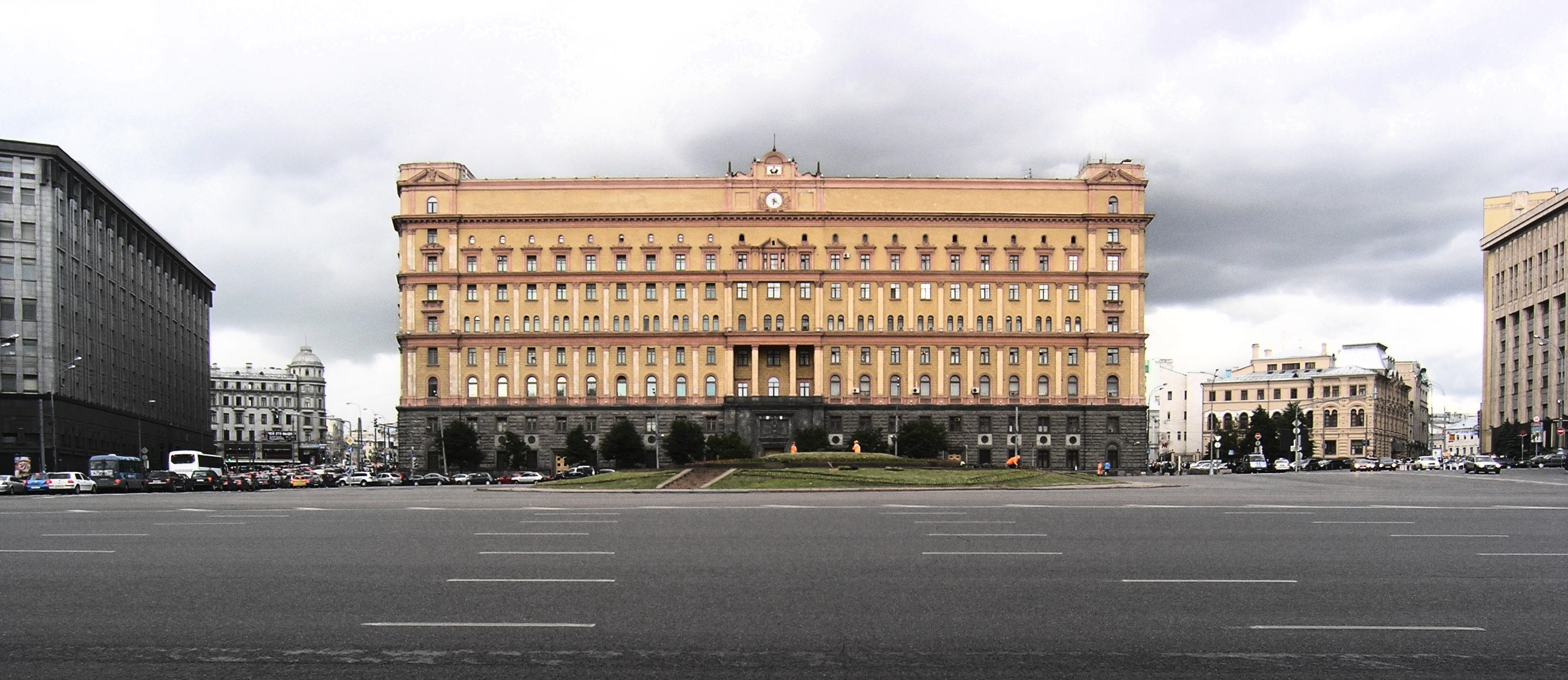
Sediul KGB din Piața Lubianka

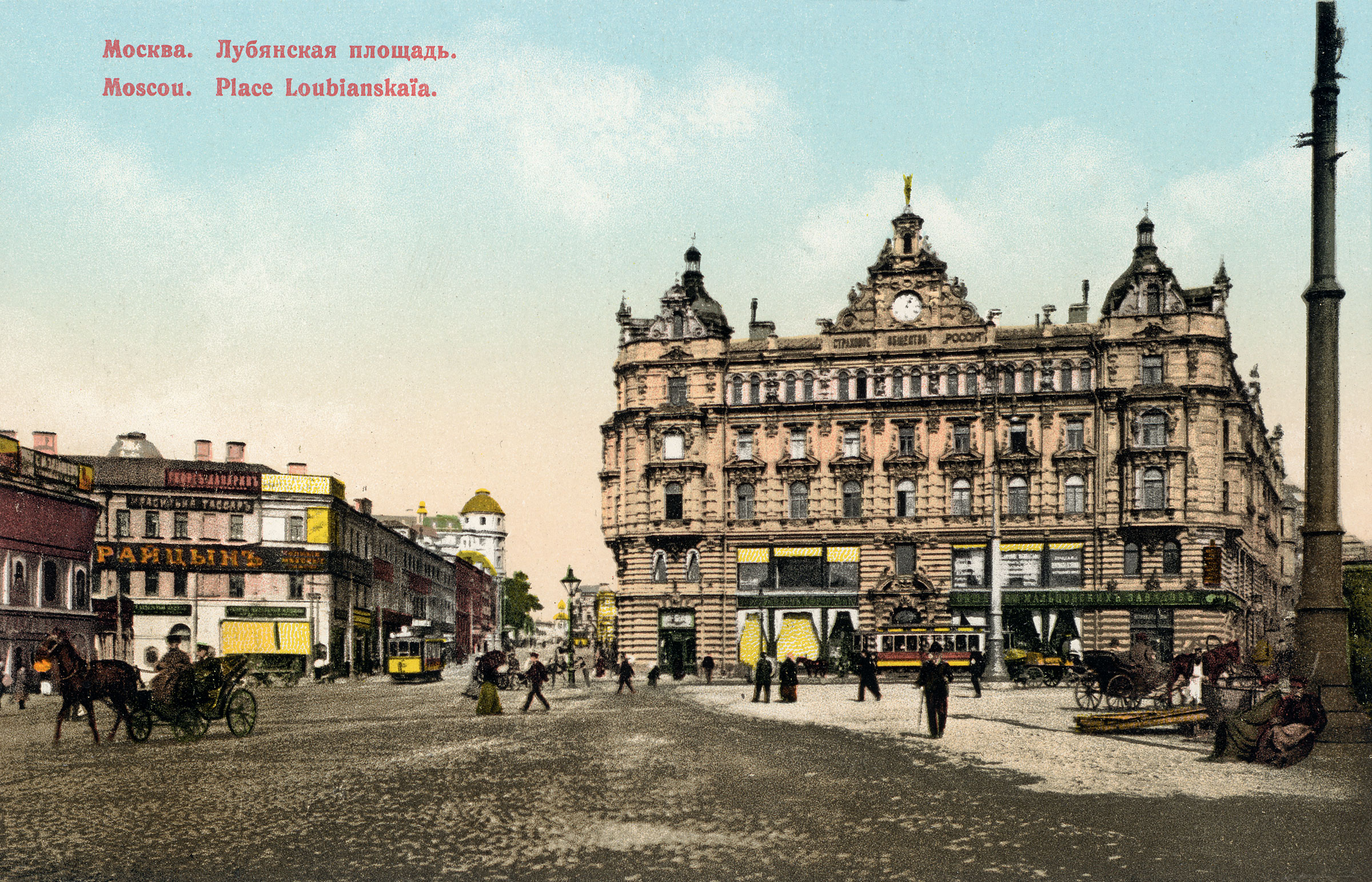
ca. 1910

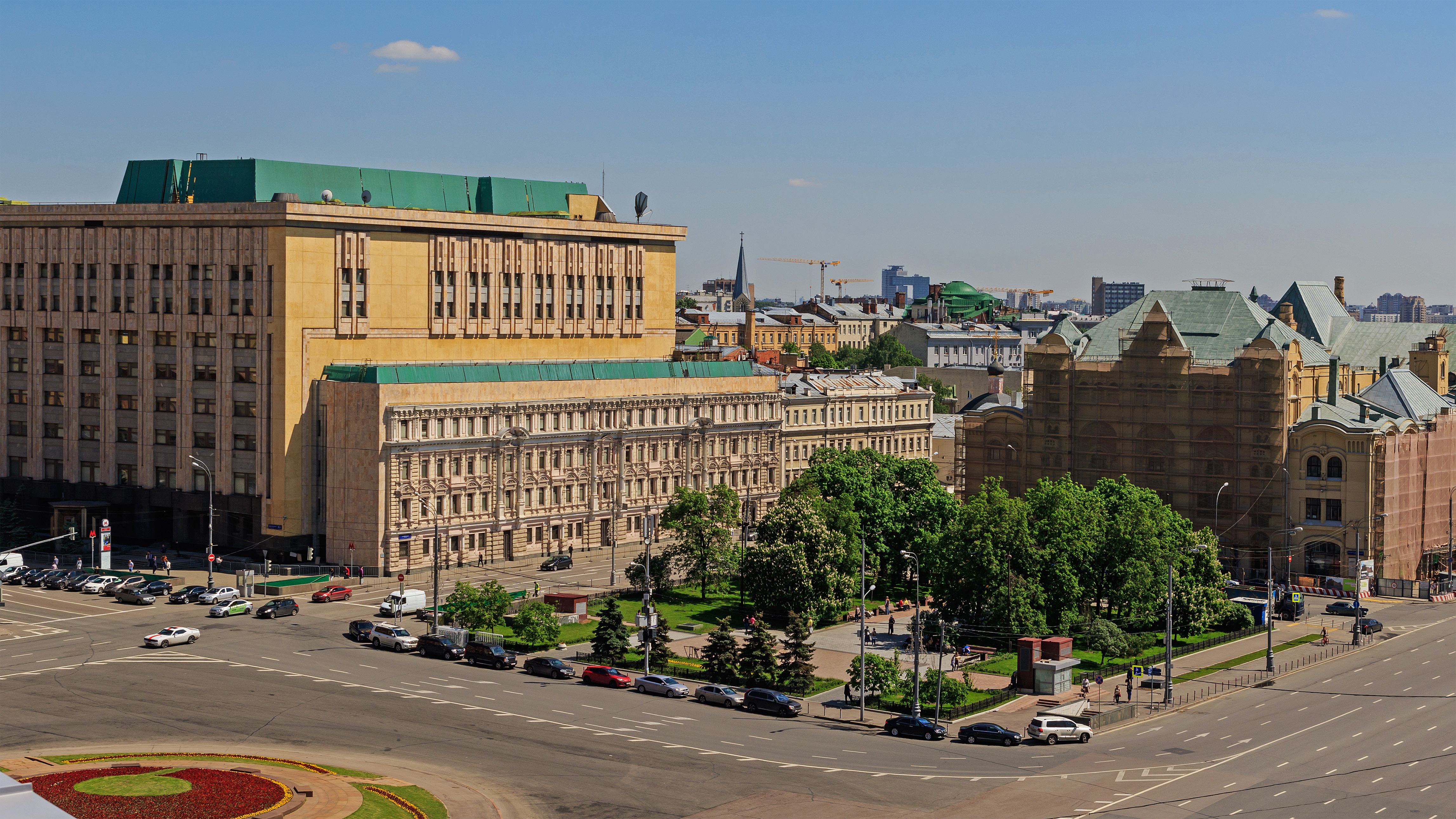
2015

Piața Lubianka (în rusă Лубянская площадь, transliterat: Lubeanskaia ploșcead) este o piață din Moscova, situată în apropierea mult mai cunoscutei Piețe Roșii. Numele este prima oară menționat în 1480, când Ivan al III-lea a așezat în zonă mulți locuitori originari din Novgorod. Ei au construit biserica Sf. Sofia, o copie a catedralei cu același nume din Novgorod și au numit-o Lubianka, după numele cartierului din care provenea majoritatea locuitorilor. 
Piața Lubianka este cunoscută mai ales pentru clădirea vastă din cărămizi galbene proiectată de Alexei Șciusev, care a fost cartierul general al KGB. Piața a fost rebotezată Piața Dzerjinski pentru mulți ani, în cinstea fondatorului KGB. Statuia lui Felix cel de fier, realizată de Evgheni Vucetici, a fost ridicată în mijlocul pieței. 
La 30 octombrie 1990, organizația Memorial a ridicat un monument închinat victimelor Gulagului, o simplă piatră de la Solovki. În 1991, după eșecul tentativei răsturnare de la putere a lui Mihail Gorbaciov, statuia lui Dzerjinski a fost îndepărtată, cu acestă ocazie piața primind în mod oficial numele original. 
Stația metroului moscovit Lubianka este construită sub piața cu același nume.